# Louvre-akkoord
Het Louvre-akkoord was de opvolger van het Plaza-akkoord. Het was een overeenkomst tussen de regeringen van het Canada, Verenigd Koninkrijk, Frankrijk, de Bondsrepubliek Duitsland, Japan en de Verenigde Staten met het doel het handelstekort van de laatste te reduceren. De zes regeringen tekenden deze overeenkomt op 22 februari 1987 in Parijs.

## Aanleiding
Tussen 1980 en 1985 was de Amerikaanse dollar met zo’n 50% geapprecieerd ten opzichte van de Japanse yen, de Duitse mark, de Franse frank en het Britse pond, de valuta's van de komende vier grootste economieën in die tijd. Dit leidde tot grote problemen voor het Amerikaanse handelstekort. Dit was fors opgelopen en het Plaza-akkoord, getekend in 1985, zocht de oplossing voor dit probleem in een depreciatie van de dollar. De dollar verminderde in waarde, met name ten opzichte van de Japanse yen, maar het effect op het handelstekort was onvoldoende.

## Afspraken
De Amerikaanse minister James A. Baker III wilde ditmaal de Amerikaanse export verhogen door economische maatregelen bij de handelspartners. Deze landen dienden de economische groei te stimuleren waarmee de Verenigde Staten indirect zou profiteren door een hogere vraag naar Amerikaanse producten. In het Louvre-akkoord dat op 22 februari 1987 in Parijs werd ondertekend, werd afgesproken de voortdurende daling van de Amerikaanse dollar weer te stoppen. De wisselkoersen waren aangepast en weerspiegelden de economische krachten van de betrokken landen. Diverse structurele economische maateregelen werden afgesproken waarbij bestaande onevenwichtigheden, zoals grote begrotingstekorten, zouden worden gereduceerd en de economische groei zou worden gestimuleerd. Een hogere groei zou kunnen leiden tot hogere importen vanuit de Verenigde Staten waarmee het handelstekort zou afnemen.

## Effecten
In de onderstaande tabel staan de gegevens over het Amerikaanse handelstekort, alleen goederen en dus exclusief diensten, met de handelspartners over de jaren van 1980 tot en met 1990. De scherpe stijging van het totale tekort in de periode 1980 tot en met 1987 is duidelijk zichtbaar. Voor de individuele landen is informatie beschikbaar vanaf 1985. Een min betekent een handelstekort en een plus een handelsoverschot vanuit de Verenigde Staten bezien. 
In de periode 1985 tot en met 1987 was het effect van het Plaza-akkoord marginaal positief in het geval van het Verenigd Koninkrijk en Frankrijk, maar de tekorten met Japan en Duitsland bleven oplopen. Canada was geen partij bij het Plaza-akkoord. Na het Louvre-akkoord trad een algemene verbetering op, waarbij de Verenigde Staten zelfs een bescheiden overschot realiseerde in de handel met Frankrijk en het Verenigd Koninkrijk. 
| Jaar | Verenigde Staten | Japan  | Duitsland | Canada | Verenigd Koninkrijk | Frankrijk |
| ---- | ---------------- | ------ | --------- | ------ | ------------------- | --------- |
| 1980 | -25500           |        |           |        |                     |           |
| 1981 | -28023           |        |           |        |                     |           |
| 1982 | -36485           |        |           |        |                     |           |
| 1983 | -67102           |        |           |        |                     |           |
| 1984 | -112492          |        |           |        |                     |           |
| 1985 | -122173          | -46152 | -11189    | -21755 | -3664               | -3386     |
| 1986 | -145081          | -55029 | -14563    | -22920 | -3978               | -2913     |
| 1987 | -159557          | -56326 | -15322    | -11271 | -3227               | -2787     |
| 1988 | -126959          | -51794 | -12015    | -9776  | 388                 | -2539     |
| 1989 | -117749          | -49059 | -7970     | -9144  | 2518                | -1434     |
| 1990 | -111037          | -41104 | -9402     | -7706  | 3302                | 511       |

Het Japanse bedrijfsleven was zwaar geraakt door de scherpe appreciatie van de yen versus de dollar als gevolg van het Plaza-akkoord. Japan ging de economie stimuleren met fiscale en monetaire maatregelen. Duitsland was minder voortvarend, de economie draaide goed en een verdere stimulering werd niet opportuun geacht. Baker nam in oktober 1987 nog contact op met Gerhard Stoltenberg van Duitsland om aan te dringen op actie, maar zonder veel resultaat. Japan ging te lang door een ruim-geldbeleid hetgeen resulteerde in een financiële zeepbel. Pas in 1989 werd de officiële rente verhoogd en dit alles leidde tot een forse daling van de Japanse aandelenkoersen en onroerend goedprijzen. De banken kwamen in problemen en de kredietverlening werd geremd met een langdurige economische crisis tot gevolg.